# Sony Ericsson C905

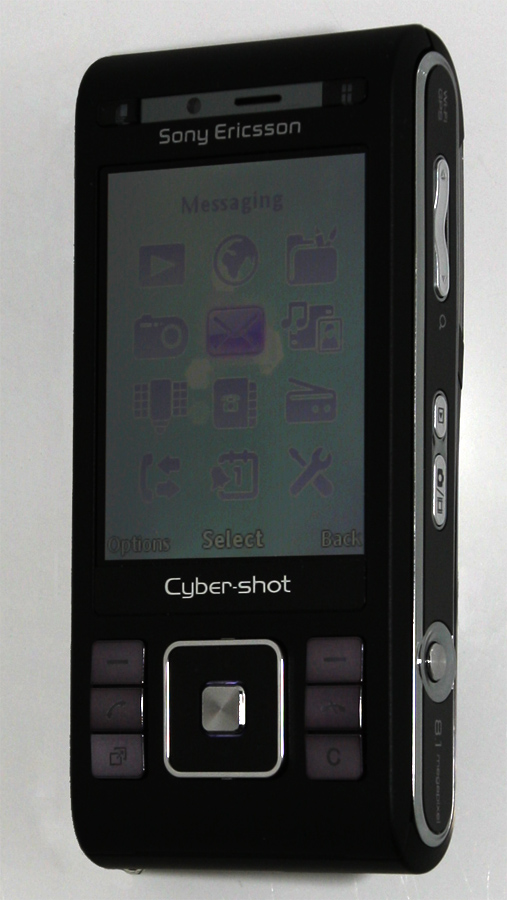
C905 front

Sony Ericsson C905 é um telefone celular que carrega a marca Cyber-shot, fabricado pela empresa Sony Ericsson. Voltado para área fotográfica, o celular faz jus a marca que ostenta. A qualidade das fotos, a alta resolução e o flash xenônio, tornam o Sony Ericsson C905 um dos melhores aparelhos de celular com câmera embutida. Poderia ser excelente se não fosse a baixa resolução da gravação de vídeo. No formato deslizante, o celular também vem em várias cores, sendo: preto, branco, dourado e rosa.

## Características
- Rede: GSM 850/900/1800/1900 e 3G HSDPA 2100[1]
- Dimensões: 104 x 49 x 18-19,5 mm[1]
- Peso: 136g[1]
- Display: TFT 256.000 cores com 2,4 polegadas[1]
- Resolução do display: 240 x 320 pixels[1]
- Memória: interna de 160 MB e expansiva via cartão M2 até 8GB[1]
- Conexões: GPRS, EDGE, 3G, WI-FI, Bluetooth, USB[1]
- Câmera: 8 MP autofocus e flash xenônio[1]
- Vídeo: 320 x 240 pixels (QVGA) a 30 fps[1]
- Bateria: 930 mAh[1]
- Extras: GPS, Rádio FM, SMS, MMS, TrackID, Jogos Java[1]

## Concorrentes
Os principais concorrentes são:
- Samsung I8510 INNOV8 - 8 MP flash Led e vídeo VGA@30fps
- Samsung M8800 Pixon - 8 MP flash Led e vídeo WVGA@30fps
- LG KC910 Renoir - 8 MP flash xenônio e vídeo VGA@30fps

## Pontos negativos
O tamanho do display é considerado pequeno para um celular de alto nível. A gravação do vídeo em QVGA fica atrás de vários concorrentes do Sony Ericsson C905.